# Mareómetro de Portugalete

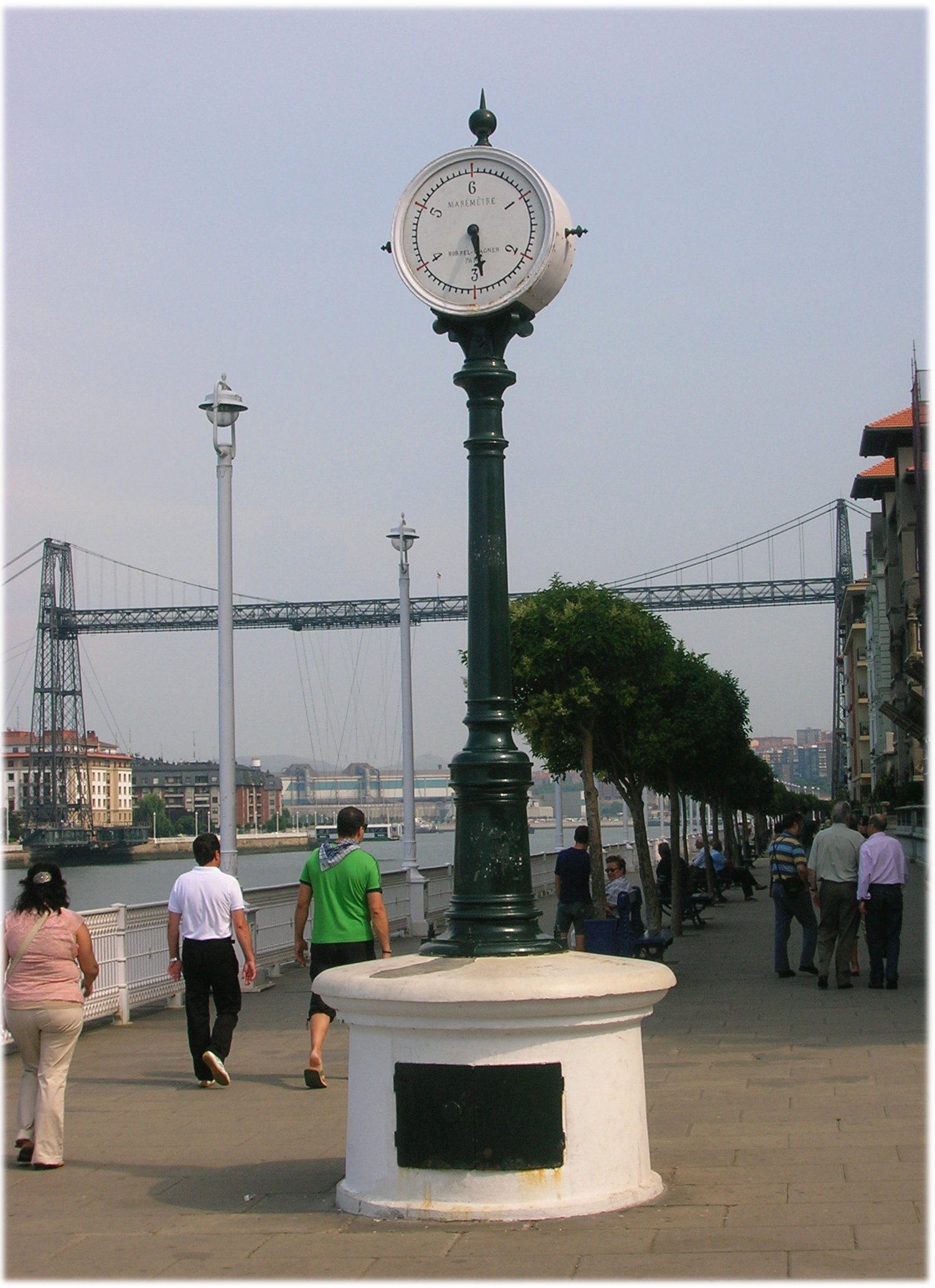

El mareómetro de Portugalete (Vizcaya, España) es un aparato que sirve para medir las mareas. Fue instalado en el año 1883 al final del muelle de Churruca de esta villa, junto a la antigua torre de señales, como un elemento complementario para la navegación, facilitada notablemente con la construcción del muelle de hierro de Portugalete (1881 - 1887), ya que con anterioridad había una temida barra de arena que provocaba la imposibilidad de la navegación en bajamar. 
Se trata de un mareógrafo de presión, que no tiene la posibilidad de registrar datos automáticamente, ya que los mismos se reflejan mediante el movimiento de una aguja sobre una esfera, de modo similar a la de un reloj. De hecho, fue construido en París por la empresa relojera Borrel-Wagner, como se puede leer en dicha esfera. Tras años de abandono, fue restaurado por la Autoridad Portuaria de Bilbao (APB) y reinaugurado el 2 de marzo de 2000, aunque sin funcionalidad práctica.
No existe constancia de su pertenencia a la red española de mareógrafos, creada como origen de altitudes para el Mapa Topográfico Nacional, que se inició en Alicante en 1870, aunque no fue hasta 1874 cuando en esa misma ciudad se comenzaron a registrar datos con el primer mareógrafo de registro continuo que funcionó en España.
En la actualidad, la Autoridad Portuaria de Bilbao mantiene en los muelles de Santurce tres mareógrafos en servicio, los cuales suministran datos a la Red de Mareógrafos REDMAR, que está en funcionamiento desde el año 1992.